# Vernon, Michigan
Vernon är en ort i Shiawassee County i delstaten Michigan, USA.